# Ernesto Cucchiaroni
Ernesto Bernardo Cucchiaroni (Posadas, 16 novembre 1927 – Posadas, 4 luglio 1971) è stato un calciatore argentino, noto anche con il diminutivo di Tito.

## Caratteristiche tecniche
Giocava come ala sinistra.
(La Stampa, 6 luglio 1971)

## Carriera
Arrivò in Italia al Milan dal Boca Juniors nel 1956. L'anno prima, insieme a Labruna e ai futuri colleghi italiani — il milanista Grillo e il Palermo palermitano e poi milanista Vernazza — aveva conquistato la Coppa sudamericana per nazioni.
Passò in rossonero due stagioni, realizzando 10 reti in 51 partite e contribuendo alla vittoria dello scudetto 1956-57. Dal 1958 al 1963 Cucchiaroni giocò nella Sampdoria, dove in cinque campionati realizzò quaranta reti e, insieme a calciatori quali Skoglund, aiutò la squadra a classificarsi al quarto posto nel campionato 1960-1961. Morì a 43 anni per un attacco cardiaco nello stadio di Posadas mentre stava assistendo ad una partita.
A Tito Cucchiaroni è dedicato il nome di un gruppo organizzato del tifo blucerchiato, gli Ultras Tito Cucchiaroni, nati nel 1969.

## Palmarès

### Club
- Campionato italiano:  1

Milan: 1956-1957

### Nazionale
- Campeonato Sudamericano de Football:   Argentina: 1955